# 未來高速
未來高速（MiraeJet）是一家經營來往日韓的高速客輪公司，分別以「Kobee」（水翼船；「Kobee」乃「韓國（Korea）」與「蜜蜂（Bee）」的併合詞）及「Nina」（雙體船）品牌經營韓國釜山港至日本博多港、對馬島的跨國高速船航線，於2001年成立。

## 歷史及背景
早於1991年，日韓對馬海峽高速船航線已經開通，但一直只由JR九州船舶事業部（今JR九州高速船）單方面擔當。
2001年10月29日，未來高速正式成立，成為繼JR九州船舶事業部後，第二所經營釜山-福岡對馬海峽航線的高速船公司；同時，未來高速分別由香港噴射飛航及日本K-Jet購入「南星號」及「水晶翼號」水翼船，以開行釜山-福岡航線。
2002年2月，未來高速釜山-福岡航線正式開通，由「Kobee號」（原南星號）水翼船擔當交路。
於2004年，未來高速再向香港噴射飛航購入多兩艘水翼船「恆星號」及「銅星號」，以擴充船隊。
2011年10月，未來高速再開通由釜山至日本對馬市的航線。
2016年10月，未來高速從中國引進雙體船「Nina號」，與現行「Kobee」水翼船並行。
由於COVID-19爆發導致日本收緊入境檢疫政策，所有航線自2020年4月1日起停航30日，及後因疫情仍未退卻而一直停航。

## 服務航線
| 來往地區              | 行程                  | 航行時間      | 每日班次   | 備註                           |
| --------------------- | --------------------- | ------------- | ---------- | ------------------------------ |
| 南韓釜山 ↔ 日本福岡   | 國際客運碼頭↔博多港   | 約3小時5分鐘  | 0對        | 目前停航；停航前只以水翼船行走 |
| 南韓釜山 ↔ 日本對馬市 | 國際客運碼頭↔比田勝港 | 約1小時10分鐘 | 1至3對不等 | 多以「Nina號」雙體船行走       |
| 南韓釜山 ↔ 日本對馬市 | 國際客運碼頭↔巖原港   | 約1小時30分鐘 | 2對        | 雙體船及水翼船各佔一對         |

## 船隊

### Jetfoil 929
波音929，為單體水翼船，27.44米長，164噸，定員243（現存的為160）名，搭載2具勞斯萊斯 Allison 501KF燃氣渦輪機為噴水推進器提供動力，以柴油為燃料，最高航速45節，由波音公司在美國建造，於2004年從噴射飛航引進，目前只有一艘在用。註冊地為巴拿馬（Kobee V）。
929-100型（灰色為閒置或已退役）
| 船名      | 圖片 | 建造年份   | 定員  | 備註                                            | 航速 （準確至個位數） |
| Hijet     |      | 1975年2月  | 243人 | 原噴射飛航「火星」 隨Hijet的合併一併讓渡 已退役 | 45節                  |
| Kobee III |      | 1976年11月 | 243人 | 原噴射飛航「恆星」 已退役                       | 45節                  |
| Kobee V   |      | 1977年5月  | 162人 | 原噴射飛航「銅星」                              | 42節（運行） 最高45節 |

### PS-30
PS-30，為單體水翼船，27.8米長，303噸，定員192名（原先為260名），搭載2具勞斯萊斯Allison 501KF燃氣渦輪機為噴水推進器提供動力，最高航速45節，由波音授權中國船舶工業集團旗下的上海新南造船廠建造。此船隻於2001年從香港噴射飛航引進（原擬與「北星」一併購入，但因狀態不佳而作罷）。註冊地為釜山。
| 船名  | 圖片 | 型號  | 建造年份   | 定員  | 備註               | 航速（準確至個位數） |
| Kobee |      | PS-30 | 1994年10月 | 192人 | 原噴射飛航「南星」 | 45節                 |

### DFF4010型雙體船
DFF4010，款式為雙體船，40米長，定員450名，搭載2具各2240千瓦功率的 MTU 16V 4000 M63L 柴油發動機為噴水推進器提供動力，航速34節，由新加坡Damen Shipyards授權港資英輝南方造船（廣州番禺）有限公司在中國建造。
| 船名 | 圖片 | 建造年份 | 定員  | 備註                                               | 航速 （準確至個位數） |
| Nina |      | 2016年   | 450人 | 目前由釜山至對馬市航線多由此船擔當，其次才為水翼船 | 34節                  |

## 已易手船隊
1.沒有。

## 意外
- 2007年4月13日，一艘正前往釜山的噴射船於對馬島西北面16公里處撞到不明物體，導致1死101傷（其中12人重傷）。
- 2015年4月10日，正前往博多的Kobee III號於釜山東南面25公里與海豚相撞，16人輕傷，事後船隻由南韓海警拖回釜山港國際渡輪碼頭。